# Muffin
En muffin er portionsbagværk baseret på bagepulver, og forekommer i såvel søde udgaver (mest almindeligt i Danmark) såvel som brødvarianter (i blandt andet England). Dejen påminder om sandkagedej og kan smagsgives på samme måde. Vaniljesukker, kakao, nødder, citronaroma eller blåbær er almindelige smagsgivere. Dejen fordeles i små papirsforme eller i specielt udformede blikforme, hvor formene med dejindholdet stilles til bagning i en mellemvarm ovn. Siden slutningen af 1990'erne er muffins blevet solgt i meget store størrelser i danske caféer, ofte med betegnelsen "amerikansk muffin".